# 토요타 알파드

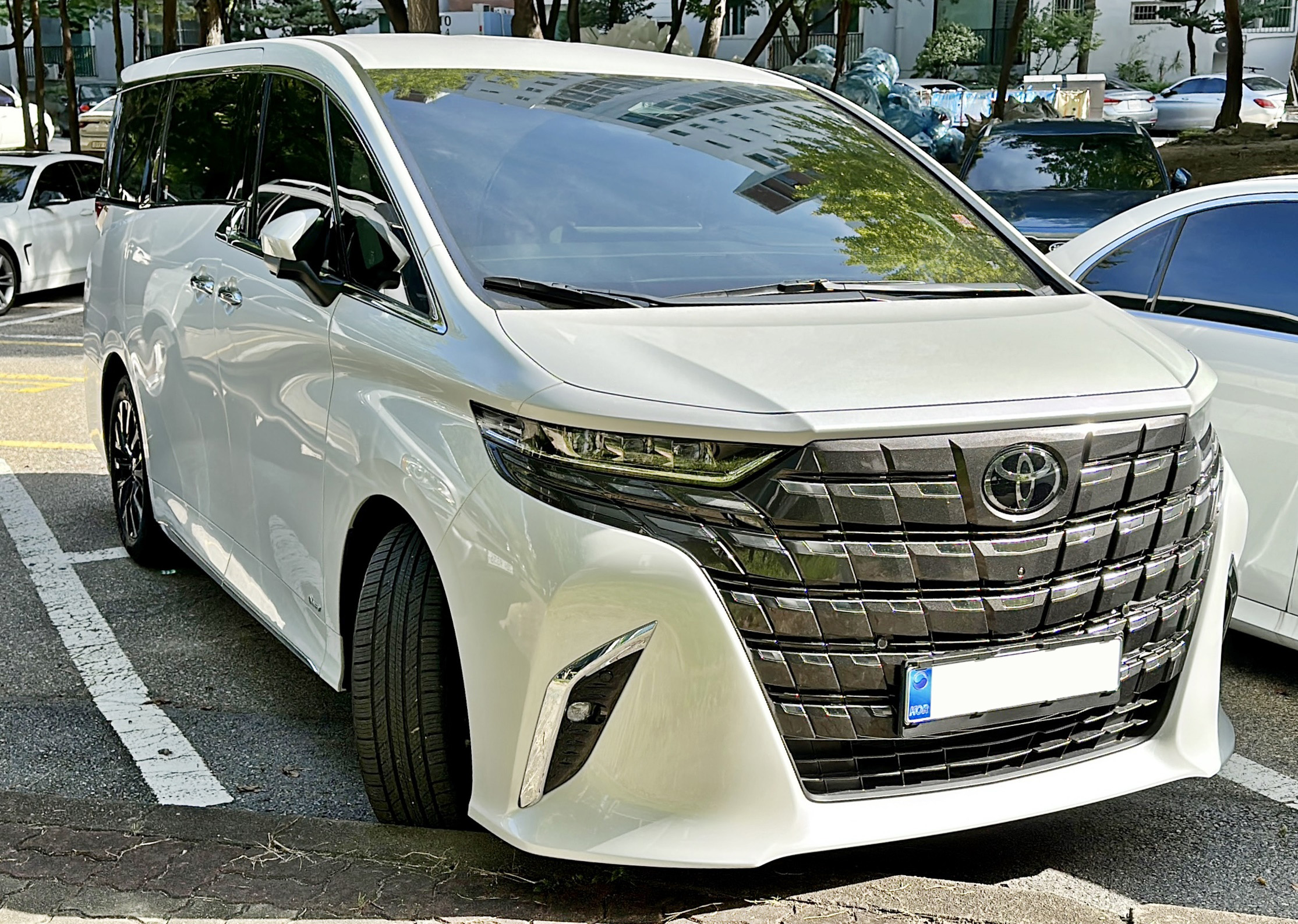
2023 Toyota Alphard Hybrid (AH40)

토요타 알파드(Toyota Alphard)는 토요타 자동차의 전륜구동 미니밴이다. 북아메리카를 감안하여 그에 맟추어 개발된 시에나와는 전혀 다른 일본 내수 차종으로 개발되었으나, 중국, 필리핀, 홍콩, 러시아 등 일부 국가에도 판매되고 있다. 대한민국에도 일부 업체를 통해 직수입되었다가, 2023년 9월에 4세대를 정식 출시했다. 차량의 이름의 유래는 바다뱀자리에서 가장 밝은 별인 알파드에서 따왔다.

## 1세대

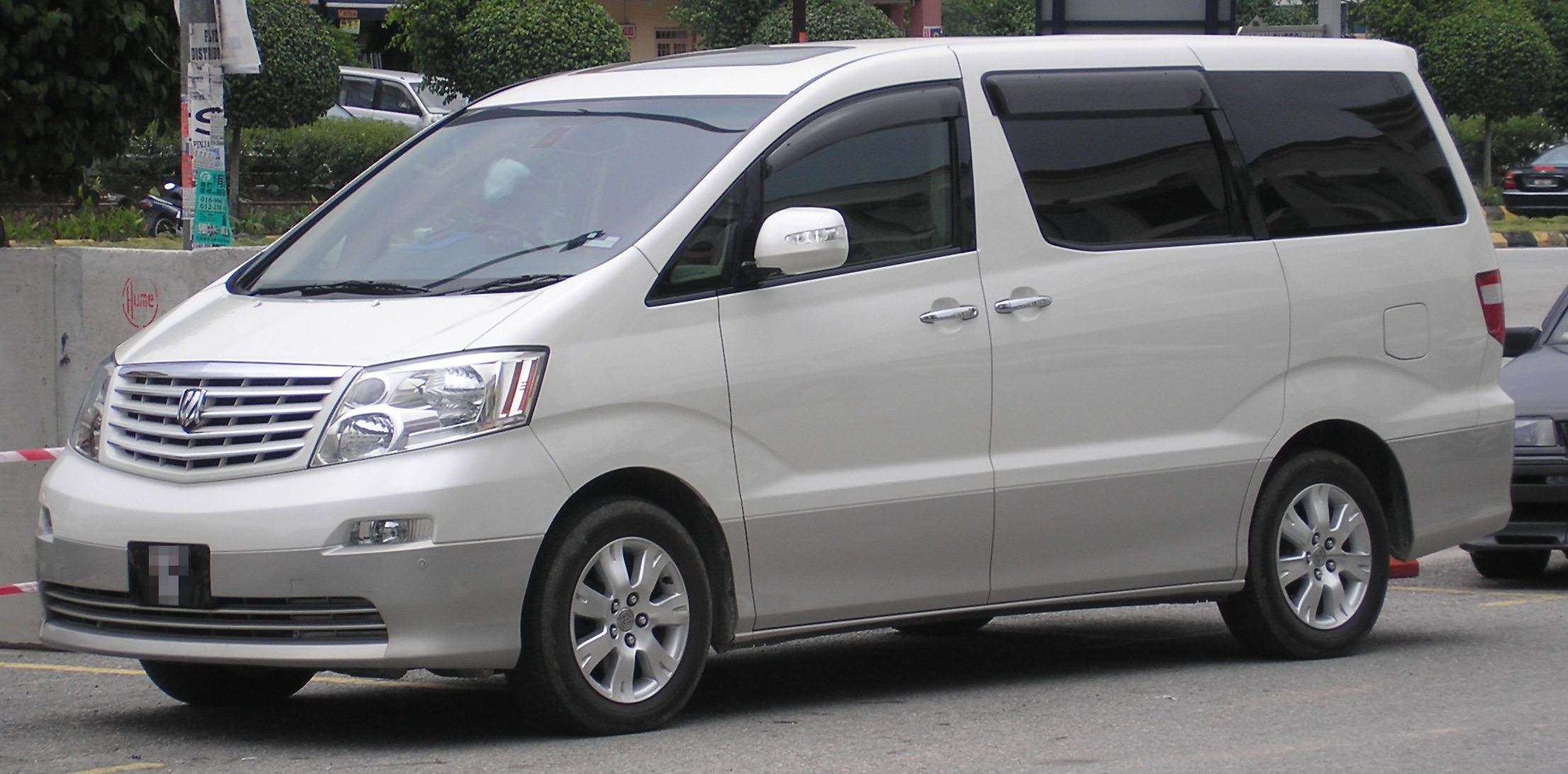
토요타 알파드 정측면

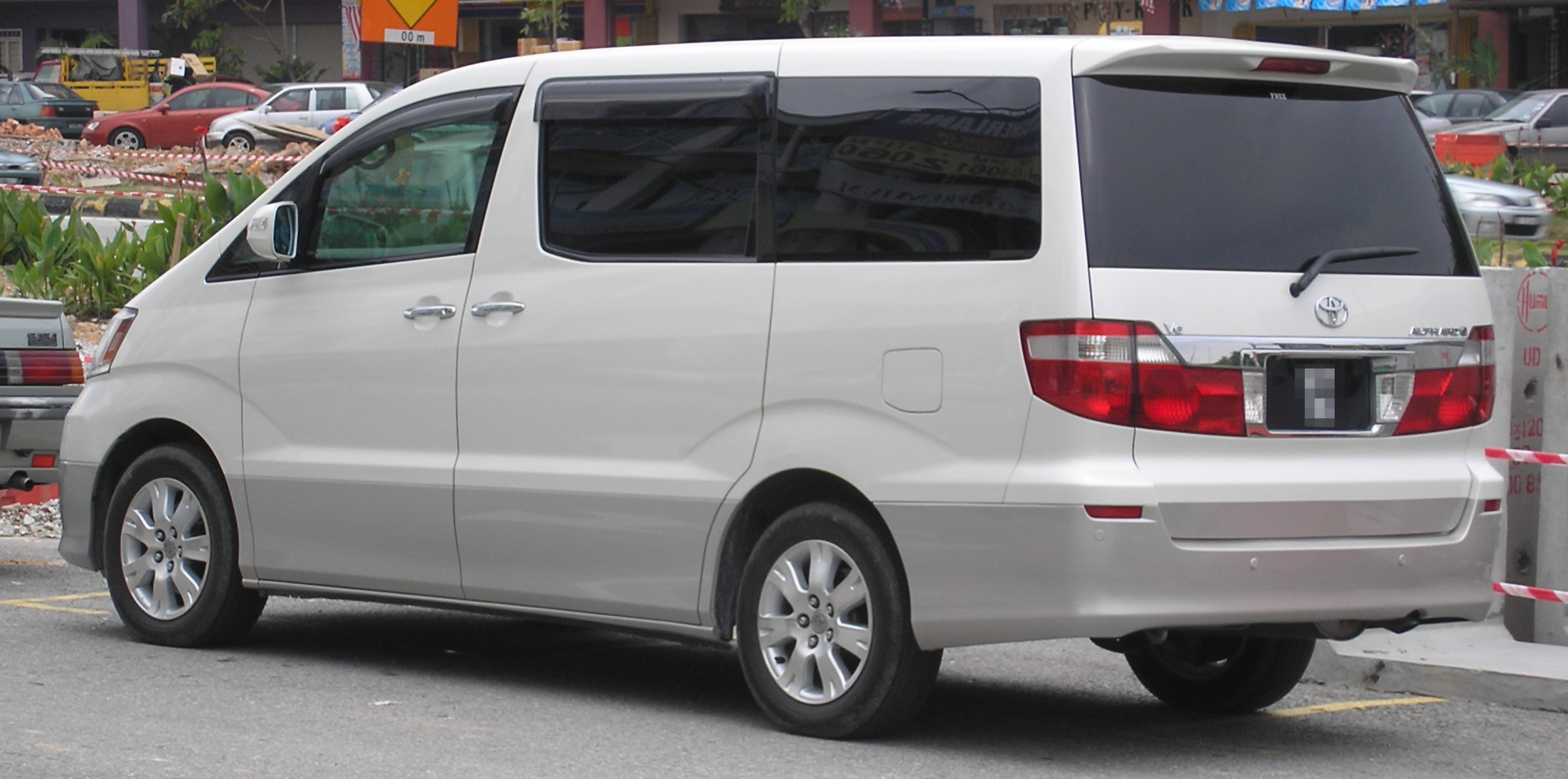
토요타 알파드 정측면

상용차 성격이 짙던 그란비아(비스타/넷츠 딜러)와 그랜드 하이에이스(토요펫트 딜러)의 후속 차종으로 출시되었으며, 넷츠 딜러에서는 알파드 V, 토요펫트 딜러에서는 알파드 G로 판매되었다. 상용 없이 승용만 있는 구성과 전륜구동 플랫폼 적용 등이 크게 달라진 점으로, 이로 인하여 완전히 새로운 차명이 붙어졌다. 경쟁 차종인 닛산 엘그란드는 모던한 인테리어를 내세웠으나, 알파드는 면적이 넓은 나무 패널을 사용하는 등 일본인 취향의 화려함을 추구하였다. 출시 일자도 2세대 엘그란드가 출시된 다음 날도 잡는 등 철저하게 의식한 마케팅 전략을 선보였고, 결국 일본 내 최상급 미니밴 시장에서 닛산 엘그란드가 가졌던 선두의 자리를 빼앗았다. 사실상 일본 내수 전용 차종으로 개발되었기에 전륜구동 플랫폼임에도 일본의 도로 사정을 감안하여 여느 미니밴처럼 비교적 좁은 전폭을 가졌으나, 전고를 키워 실내 공간을 넓혔다. 모든 트림에서 4륜구동을 선택할 수 있었다. 2003년 7월에는 하이브리드 사양이 추가되었다.

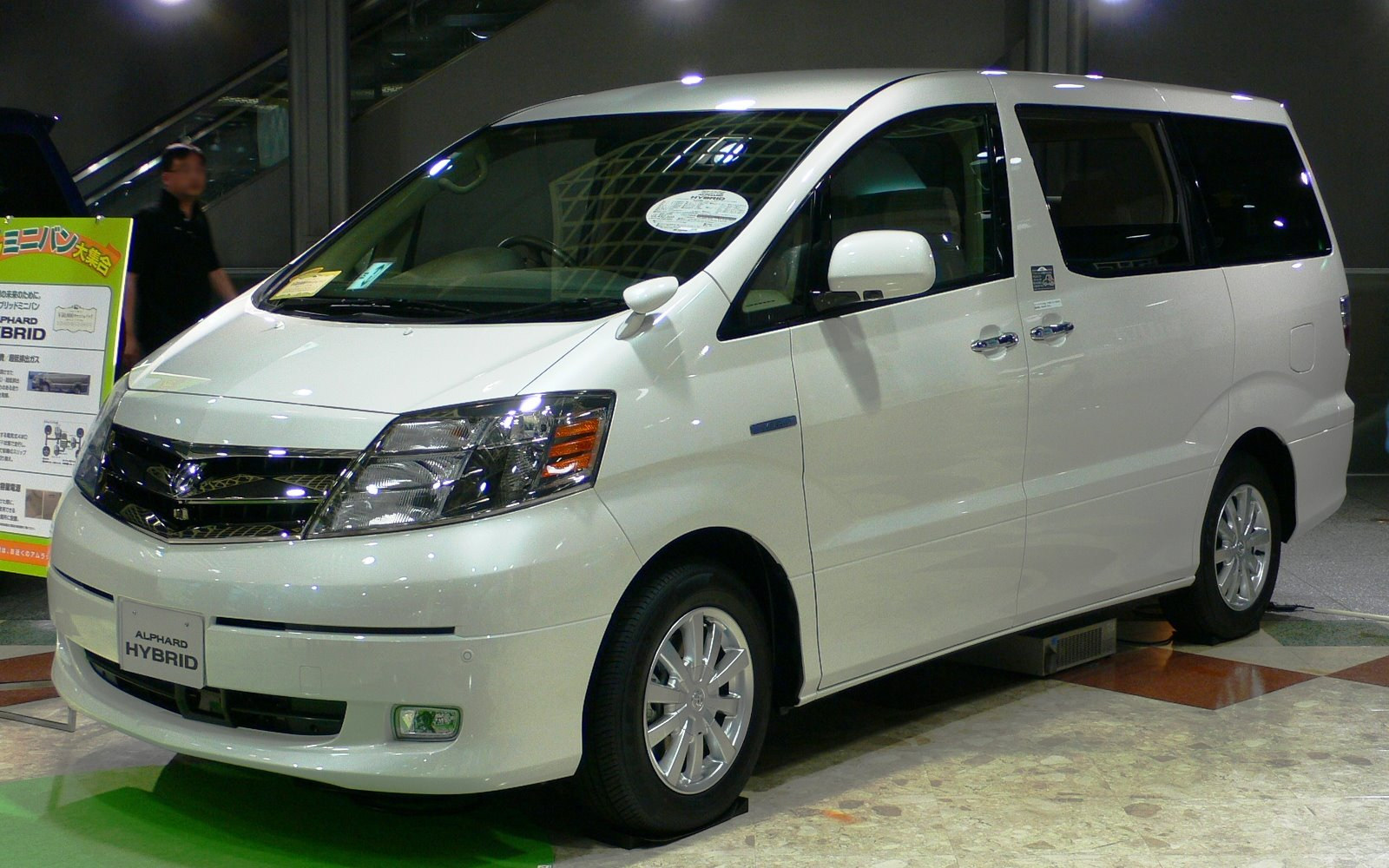
토요타 알파드 하이브리드 정측면
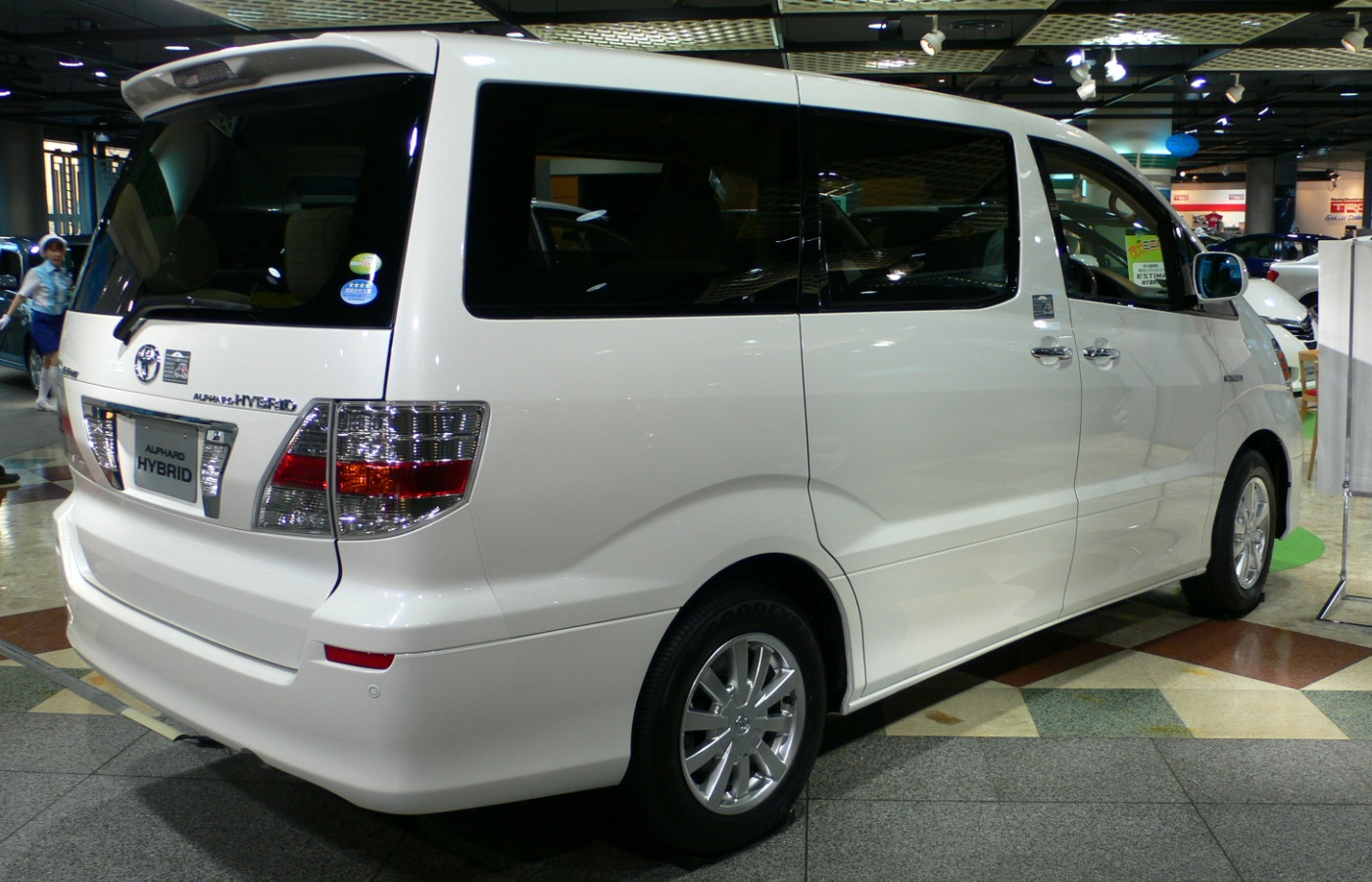
토요타 알파드 하이브리드 후측면

## 2세대

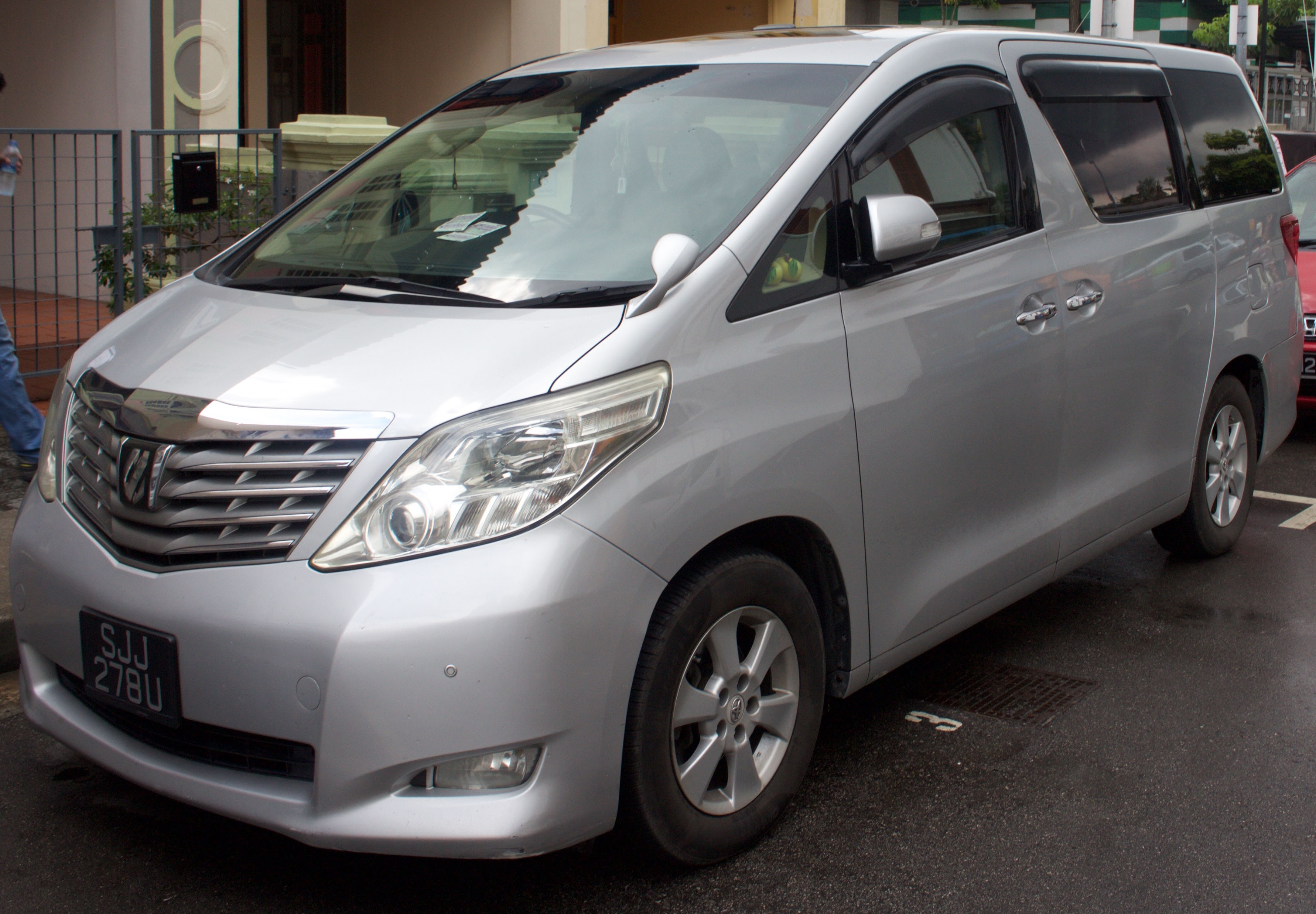
토요타 알파드 정측면

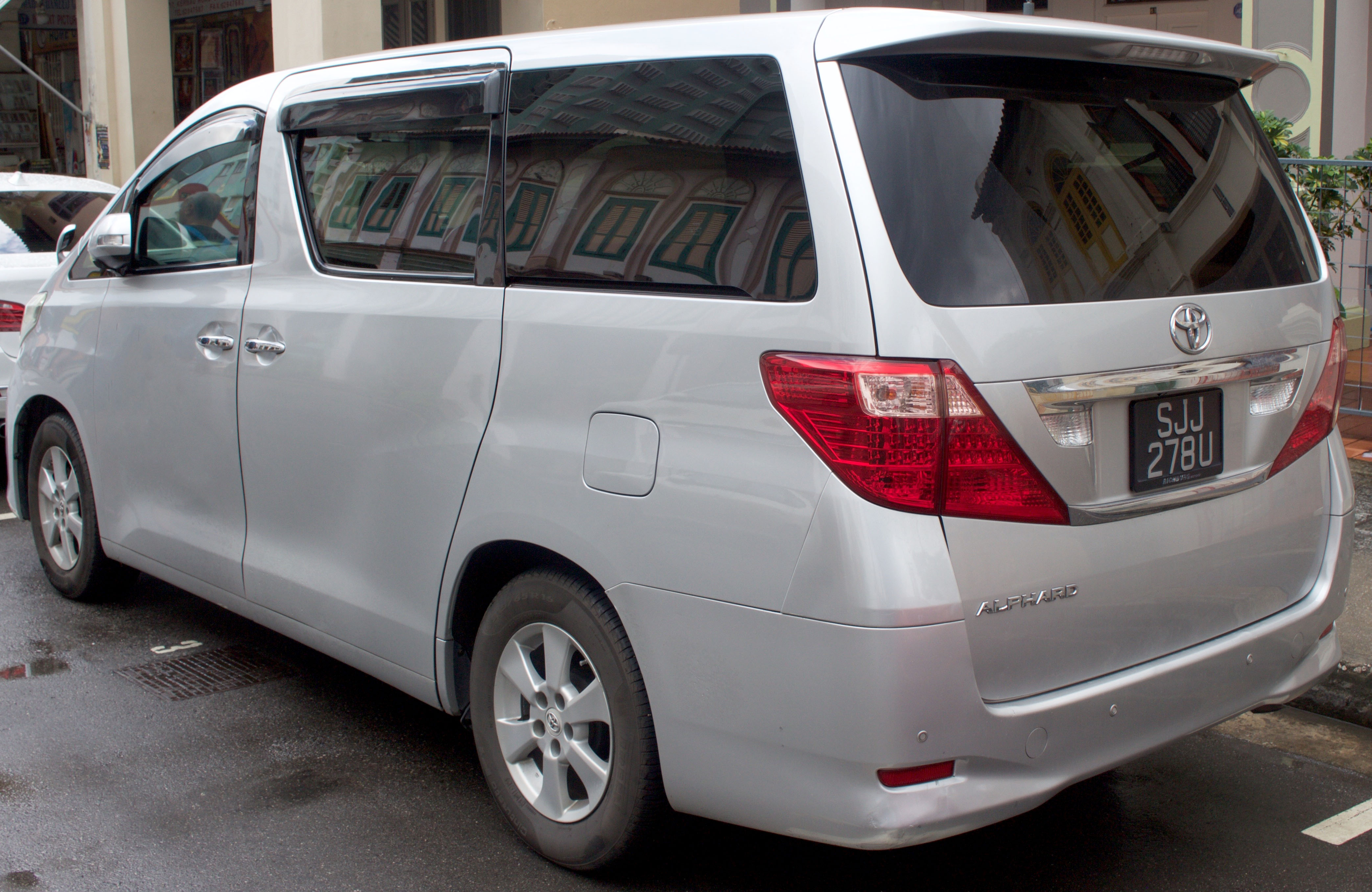
토요타 알파드 후측면

2007년에 개최된 도쿄 모터쇼에서 선보인 FT-MV 쇼 카의 양산형으로, 2008년 5월에 출시되었다. 새로운 플랫폼을 통하여 전고를 45mm 낮추는 등 1세대에 비해 무게 중심을 낮추었음에도 실내 공간의 높이는 그 이상으로 확보하였다. 커다란 헤드 램프와 라디에이터 그릴을 달아 당당한 품격을 지닌 디자인을 계승하였다. 내장재의 소재나 디자인, 마무리를 연마해 고급스러운 느낌을 구현하였다. 7인승의 2열 시트는 이그제큐티브 파워 시트라고 불리는 최상급의 캡틴 시트가 갖추어진다. 한편 2세대는 토요펫트 딜러에서만 판매가 개시된 대신 비스타/넷츠 딜러에서 판매된 기존의 알파드 V는 벨파이어라는 새로운 차명으로 선보였다. 벨파이어는 상하로 나뉜 헤드 램프와 클리어 타입의 리어 램프 등 일부 디자인을 달리하여 젊은 느낌이 강조되었다.

## 3세대

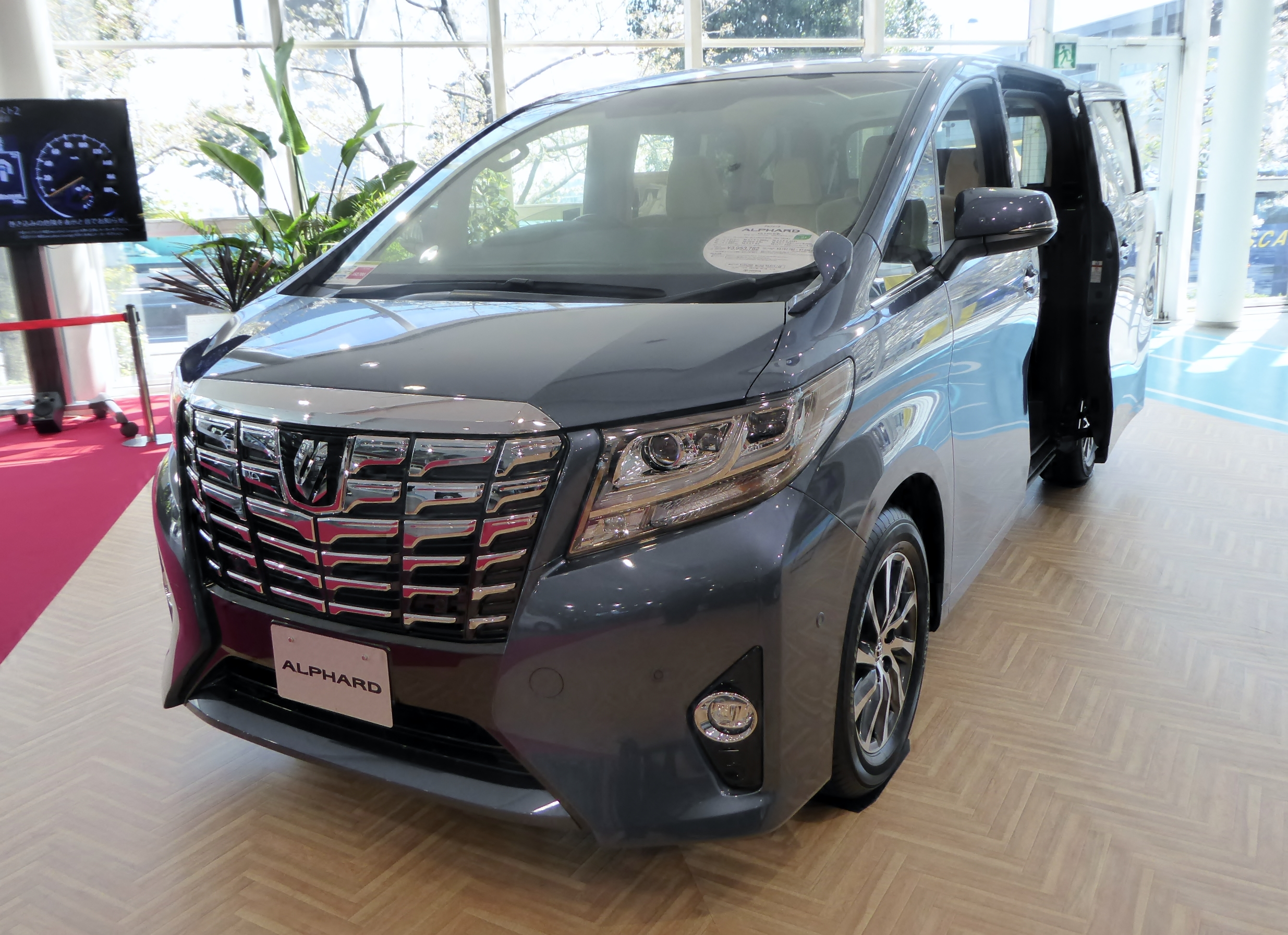
토요타 알파드 정측면

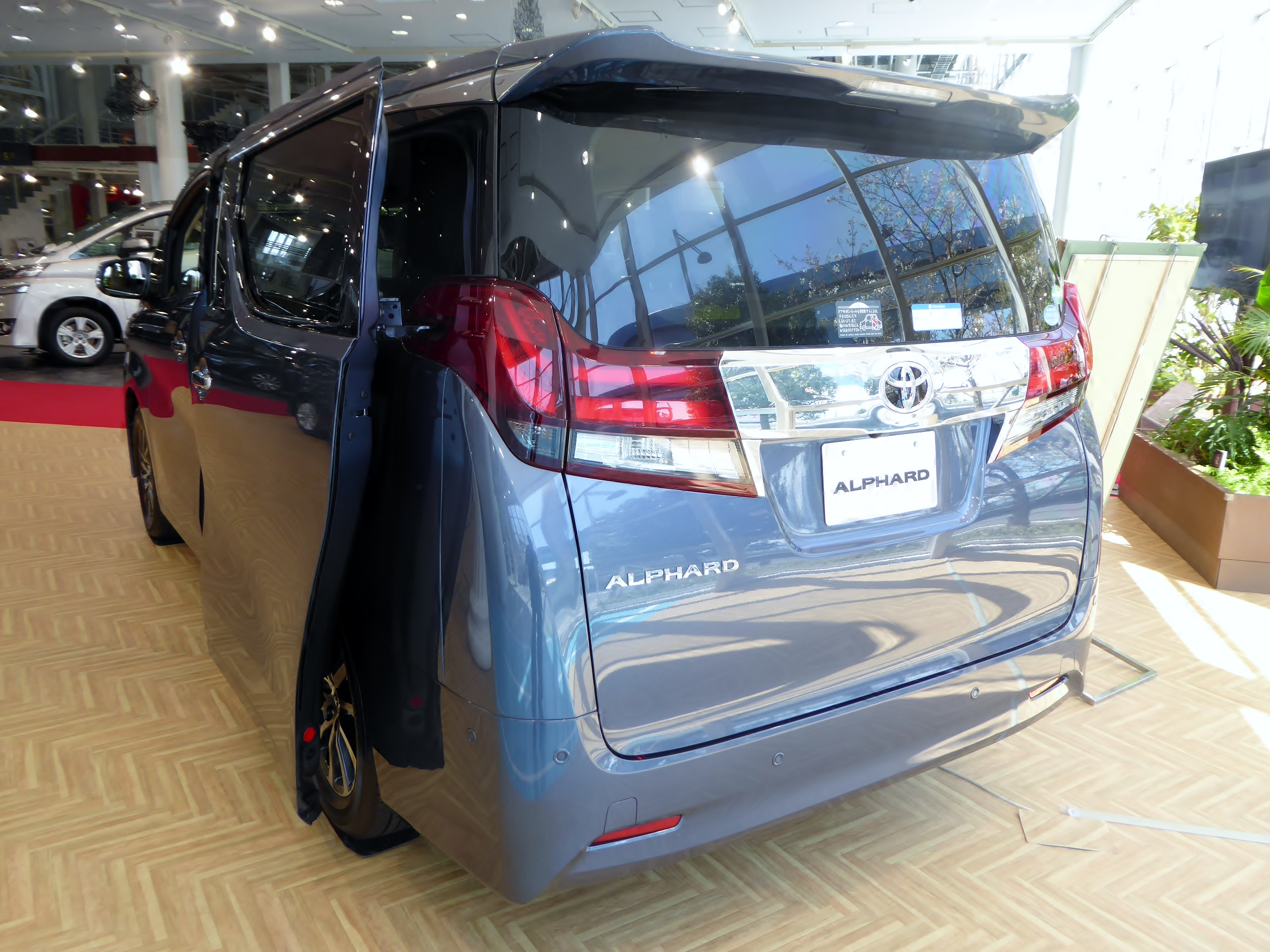
토요타 알파드 후측면

범퍼에 있는 에어 인테이크 홀과 통합된 대형 라디에이터 그릴과 입체적인 리어 램프 등을 통하여 역동성을 강조하였다. 후륜 서스펜션은 2세대까지 쓰이던 토션빔 식 서스펜션을 대신하여 더블 위시본 식 서스펜션이 적용되어 승차감과 조종성을 향상시켰다. 천장을 감싼 듯이 자리를 잡은 LED 일루미네이션은 16개의 다양한 색상이 적용되어 원하는 색상과 밝기를 조절할 수 있다. 조수석 시트 레일을 길게 마련하여 조수석을 최대 1,160mm까지 뒤로 밀 수 있게 만든 조수석 수퍼 롱 슬라이드 기능이 적용되는 등 다양한 시트 배열을 구현하였다.

## 4세대

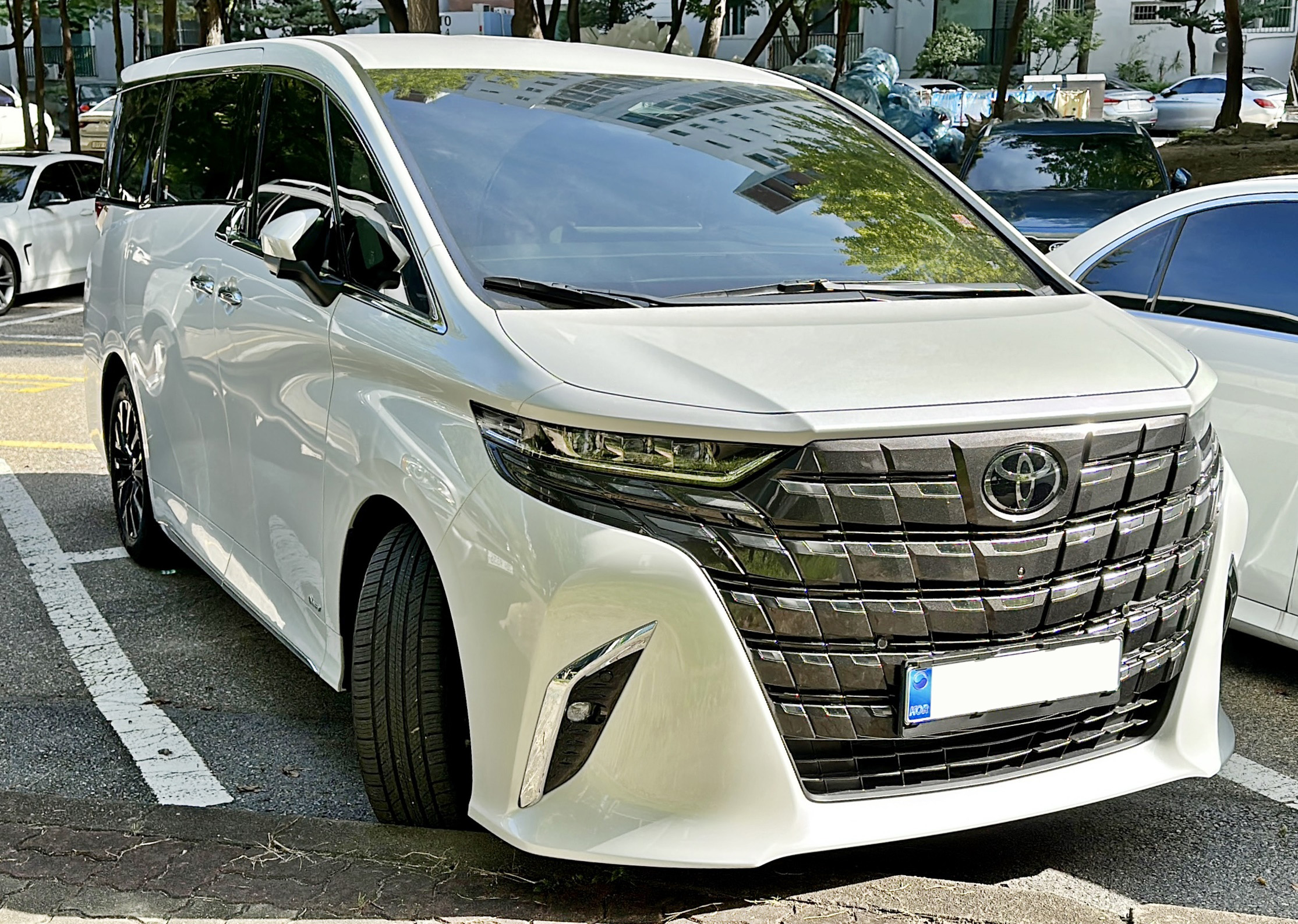
토요타 알파드 하이브리드 정측면

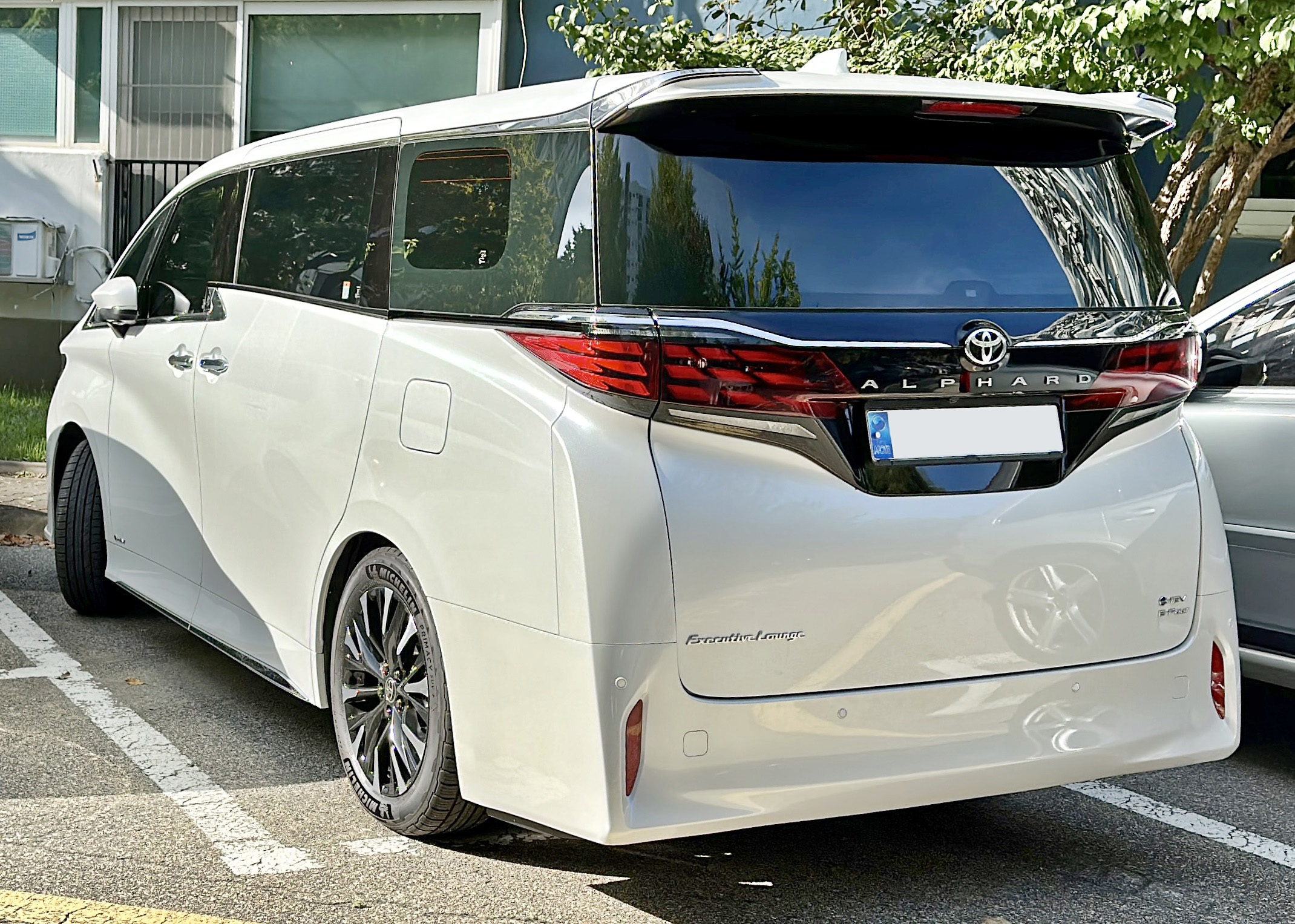
토요타 알파드 하이브리드 후측면

4세대 알파드는 새로운 플랫폼인 TNGA-K를 적용했다. 엔진은 2.5리터 가솔린 자연흡기 일반 혹은 하이브리드, 2.4리터 가솔린 터보 3가지로 나온다. 3세대까지 설정되어 있던 3.5L V6는 폐지되었다. 2025년 1월에는 플러그인 하이브리드를 추가한다.
대한민국에는 2023년 9월 18일에 정식 출시했으며, 2.5리터 가솔린 하이브리드만 판매한다.
형제차로는 렉서스 LM이 있다.